# Internationale Kinder- und Jugendliteratur beim Internationalen Literaturfestival Berlin 2016
Das 16. Internationale Literaturfestival Berlin mit dessen Festivalsektion Internationale Kinder- und Jugendliteratur fand vom 7. bis zum 17. September 2016 statt. Hauptveranstaltungsort war das Haus der Berliner Festspiele. Die Eröffnungsrede des Kinder- und Jugendprogramms hielt Ruta Sepetys am 7. September 2016.

## Teilnehmer
31 Autoren und Illustratoren waren Gäste der Sektion:
| Gast                | Vorgestellte Bücher |
| ------------------- | --- |
| Carll Cneut         | Deutschlandpremiere — De Gouden Kooi / Der goldene Käfig (2014) |
| Zeina Abirached     | Mourir, Partir, Revenir — Le Jeu des Hirondelles (2007) Deutschlandpremiere von Le Piano Oriental (2015) |
| Simon van der Geest | Internationale Premiere — Geel Gras / Der Sommer, in dem ich berühmt werde (ohne dass meine Eltern es merken) (2009) Internationale Premiere — Spinder / Krasshüpfer (2013)                                   |
| Alex Gino           | Internationale Premiere von George (2015) |
| Guojing             | Internationale Premiere — The Only Child / Allein (2015) |
| Nikolaus Heidelbach | Berlinpremiere — Arno und die Festgesellschaft mit beschränkter Haftung (2016) Berlinpremiere — Rosel von Melaten (2015)                                                                                      |
| Judith Kerr         | Internationale Premiere — Mr Cleghorn's Seal / Herrn Cleghorns Seehund (2015) |
| Maitha al Khayat    | Deutschlandpremiere — Tareeqati al Khassa / My Own Special Way (2010) |
| Noura Al-Khoori     | Internationale Premiere — Ruta min Thahab (2013) |
| Kenneth Oppel       | Deutschlandpremiere — The Nest / Das Nest (2015) Deutschlandpremiere — Airborn / Wolkenpanther (2004) |
| Håkon Øvreås        | Deutschlandpremiere — Brune / Super-Bruno (2013) |
| David van Reybrouck | Congo: een geschiedenis / Kongo: Eine Geschichte (2010) |
| Özge Samanci        | Internationale Premiere — Dare to Disappoint: Growing up in Turkey (2015) |
| Gideon Samson       | Berlinpremiere — Met je hoofd boven water (2010) |
| Boualem Sansal      | 2084 : la fin du monde / 2084 : Das Ende der Welt (2015) |
| Allen Say           | Weltpremiere — Under the Cherry Blossom Tree / Unter dem Kirschblütenbaum (1974) Internationale Premiere — Grandfather’s Journey (1993) Internationale Premiere — Kamishibai Man / Der Kamishibai-Mann (2005) |
| Ruta Sepetys        | Between Shades of Gray / Und in mir der unbesiegbare Sommer (2011) Deutschlandpremiere — Salt to the Sea / Salz für die See (2016)                                                                            |
| Jakob Wegelius      | Deutschlandpremiere — Legenden om Sally Jones / Sally Jones – Eine Weltreise in Bildern (2008) Deutschlandpremiere — Mördarens Apa / Sally Jones – Mord ohne Leiche (2014)                                    |
| Bette Westera       | Internationale Premiere — Doodgewoon (2014) |

## Das außergewöhnliche Buch
Zum fünften Mal in der Geschichte des Festivals wurden die Gäste der Sektion gebeten, ein Buch auszuwählen, welches sie Kindern, Jugendlichen oder jungen Erwachsenen empfehlen möchten. Die empfohlenen Bücher wurden während des Festivals im Haus der Berliner Festspiele und der Philipp-Schaeffer-Bibliothek im Rahmen der Ausstellung Das außergewöhnliche Buch Vol. 5 ausgestellt. Folgende Bücher wurden bislang empfohlen:
| Juror                 | Prämiertes Buch                                                                                       | Begründung des Jurors |
| --------------------- | --- | --- |
| Zeina Abirached       | Exercises de Style (1947) / Stilübungen (1961) von Raymond Queneau                                    | |
| Julia Benner          | Brown Girl Dreaming (2014) von Jacqueline Woodson                                                     | »Ein in jeder Hinsicht außergewöhnliches Buch – direkt, leise und eindringlich.« |
| Mina Braun            | Krabat (1977) von Otfried Preußler                                                                    | »Krabat is the epic, adventurous and mystical story of a brave young boy, who is drawn into the world of the darks arts, but who ends up using the magical skills he learns against the evil forces who threaten the lives of those he loves.« |
| Carll Cneut           | Le Tour du monde en quatre-vingts jours (1872) / Reise um die Erde in 80 Tagen (1873) von Jules Verne | »A book which will take you to places you will never be.« |
| Maureen Maisha Eggers | Mama's Nightingale – A Story of Immigration And Separation (2015) von Edwidge Danticat                | »Das Buch thematisiert die schwierige, konflikthafte Realität der Protagonistin Saya, deren Mutter in einem Gefängnis für Frauen ohne Papiere inhaftiert wird: es sind die poetischen Erzählungen ihrer Mutter auf Audiokassette aufgenommen, die Briefe ihres Vaters an Entscheidungsträger*innen und schließlich Sayas eigene Erzählung, ihr Brief an die lokale Zeitung, welche die Zeit der Abwesenheit, der Entbehrung und der Festsetzung beenden.« |
| Simon van der Geest   | Skellig (1998) / Zeit des Mondes (1999) von David Almond                                              | »This book is written in crystal clear sentences which just drag me into the story. Very exciting.« |
| Alex Gino             | Where the Sidewalk Ends (1974) / Wo der Gehweg endet (1987) von Shel Silverstein                      | »Shel Silverstein's poems are funny, real, impossible, irreverent, meaningful, and sometimes written on the neck of a running giraffe.« |
| Guojing               | The Lost Thing (2000) / Die Fundsache (2009) von Shaun Tan                                            | »Special things will be shining if they find their right space.« |
| Nikolaus Heidelbach   | Vor meiner Tür auf einer Matte (2016) von Nadia Budde                                                 | »…weil es so gemein und lustig ist.« |
| Inga Israel           | The Arrival (2006) / Ein neues Land (2008) von Shaun Tan                                              | »Dieses Buch hat mich sehr fasziniert und beeinflusst, weil es ganz wunderbar illustriert ist, komplett ohne Text auskommt und dabei eine extrem packende Geschichte zu erzählen vermag – ganz groß.« |
| Maitha Al Khayat      | Uncle Khalfan's Sheep (2013) von Maitha Al Khayat                                                     | »I sure would want to read a book that would prepare me to go to the dentist.« |
| Noura AL-Khoori       | Ajwan (2012) von Noura Al Noman                                                                       | »The first Sci-Fi novel for young adults in Arabic – written by an Emirati woman – highlights the pressing issues of the Middle East and opens the minds of Arab youth to the importance of critical thinking.« |
| Sebastian Lörscher    | Aber ohne mein Akkordeon bin ich nichts! (2013) von Johanna Benz                                      | »Ein überraschendes, berauschendes und virtuos gezeichnetes Buch über einen Akkordeon-Spieler, dem die Welt zu Füßen lag.« |
| Mawil                 | Q-R-T: Der neue Nachbar (2015) von Ferdinand Lutz                                                     | »QRT ist der neue Nachbar im Haus, aber eigentlich ist er ein Außerirdischer, der aber eigentlich ein kleiner Junge ist und er muss ganz allein auf der Erde zurechtkommen und darf sich nicht von den Menschen enttarnen lassen und alles ist wahnsinnig spannend, aber eigentlich... ist es total lustig.« |
| Anne Mihan            | The Art of Being Normal (2015) / Zusammen werden wir leuchten (2015) von Lisa Williamson              | »Dieses Buch ermutigt Leser*innen auf erfrischende Art dazu, sich von einengenden Geschlechternormen frei zu machen und das Leben in seiner Buntheit zu lieben – ein Augenöffner und potenzieller Gewinn nicht nur für genderqueere Jugendliche, sondern auch für ihre Peers, Eltern und Lehrkräfte.« |
| Kenneth Oppel         | Danny, the Champion of the World (1975) / Danny oder Die Fasanenjagd (1977) von Roald Dahl            | »The amazing relationship between the father and son: fun, comforting, and adventurous.« |
| Håkon Øvreås          | Pappan och havet (1965) / Mumins wundersame Inselabenteuer (1993) von Tove Jansson                    | »An existential and beautiful children's book about finding new paths when everything changes.« |
| Niels Penke           | The Graveyard Book (2008) / Das Graveyard-Buch (2009) von Neil Gaiman                                 | »...weil es die Schönheit des Abseitigen zeigt und große Fragen unaufdringlich reflektiert.« |
| Markus Pfalzgraf      | Ach, so ist das?! - Biografische Comicreportagen von LGBTI* (2014) von Martina Schradi                | »...weil es auf angenehm freundliche und leicht zugängliche Weise jede Altersgruppe für unterschiedliche Orientierungen und Geschlechtlichkeiten sensibilisieren kann.« |
| David van Reybrouck   | Tintin au Tibet (1960) / Tim in Tibet (1960) von Hergé                                                | »It is an extraordinarily moving story about the friendship between a Belgian and Tibetan boy, set in the magnificent landscape of the Himalayas, drawn by the greatest graphic novel pioneer of all times.« |
| Yusuf Rieger          | Siddhartha (1922) von Hermann Hesse                                                                   | »Ein besonderes Buch, weil es mir nach dem Abitur unheimlich weitergeholfen hat bei meiner persönlichen Zukunftsplanung und junge Menschen durch die Lebensgeschichte der Hauptfigur ermutigt werden, ihren eigenen Lebensweg zu bestreiten und den eigenen Gefühlen zu vertrauen, anstatt den üblichen Forderungen der Gesellschaft und des Elternhauses nachzukommen, ohne diese zu hinterfragen.«                                                      |
| Özge Samanci          | One Hundred Demons (2002) von Lynda Barry                                                             | »Lynda Barry guides the troubled, the fanciful, and the dreamers towards those adventurous places of expression, by dimming and harnessing the chaotic sounds of a challenging past, shining her light to help others find their own.« |
| Gideon Samson         | Kees de jongen (1923) von Theo Thijssen                                                               | »This book about a 12-year-old constantly daydreaming shoemaker's son is so special because it's witty, touching and crystal clear written.« |
| Boualem Sansal        | El ingenioso hidalgo Don Quixote de la Mancha (1605) / Don Quijote (1648) von Miguel de Cervantes     | »Don Quijote is an outright and timeless book, which combines all genres in a unique way. One can read this book both on an esoteric and on an exoteric level.« |
| Allen Say             | The Voyages of Doctor Dolittle (1922) / Doktor Dolittles schwimmende Insel (1926) von Hugh Lofting    | »As a child I dreamed of being able to speak with birds and animals – as Doctor Dolittle did – rather than with humans.« |
| Ruta Sepetys          | Fiume lento. Un viaggio lungo il po (2013) / Der Fluss (2014) von Alessandro Sanna                    | »Four seasons in stunning watercolor become a gorgeous and thoughtful reminder that time flows like a river.« |
| Anika Ullmann         | Two Boys Kissing (2013) / Two Boys Kissing – Jede Sekunde zählt (2015) von David Levithan             | »Eine spannende Perspektive, die eine in aktueller queerer Jugendliteratur sonst wenig beachtete historische Dimension eröffnet: emotional packend macht sie deutlich, dass Schwulsein kein homogenes Erlebnis ist, sondern davon bestimmt ist, wann ich bin, wo ich bin und wer mich umgibt.« |
| Jakob Wegelius        | L'affaire tournesol (1922) / Der Fall Bienlein (1926) von Hergé                                       | »Almost all of Hergés stories about Tintin are brilliant.« |
| Bette Westera         | Torenhoog on mijlen breed (1969) / Turmhoch und meilenweit (1995) von Tonke Dragt                     | »So wie Edu wollte ich auch sein als ich 11 Jahre alt war und das Buch las: Tapfer, untersuchend und offen für alles was anders ist.« |
| Benedikt Wolf         | Die Mitte der Welt (1998) von Andreas Steinhöfel                                                      | »...weil das Buch voller Leben und Lebensfreude ist, ohne das Dunkle und Böse zu leugnen und dabei eine komplexe Perspektivierung jugendlicher Lebensrealitäten erreicht. Nicht zuletzt steckt es voller urkomischer und tieftrauriger Momente.« |